# ペドロ2世 (ブラジル皇帝)
ペドロ2世（Pedro II、1825年12月2日 - 1891年12月5日）は、ブラジル帝国の第2代かつ最後の皇帝（在位：1831年 - 1889年）。初代ブラジル皇帝ペドロ1世とオーストリア皇帝フランツ1世の次女マリア・レオポルディナ皇后の長男で、ポルトガル女王マリア2世の弟である。ブラジル本国では一般にドン・ペドロ2世（ドン・ペドロ・セグンド）と呼ぶ。

## 生涯

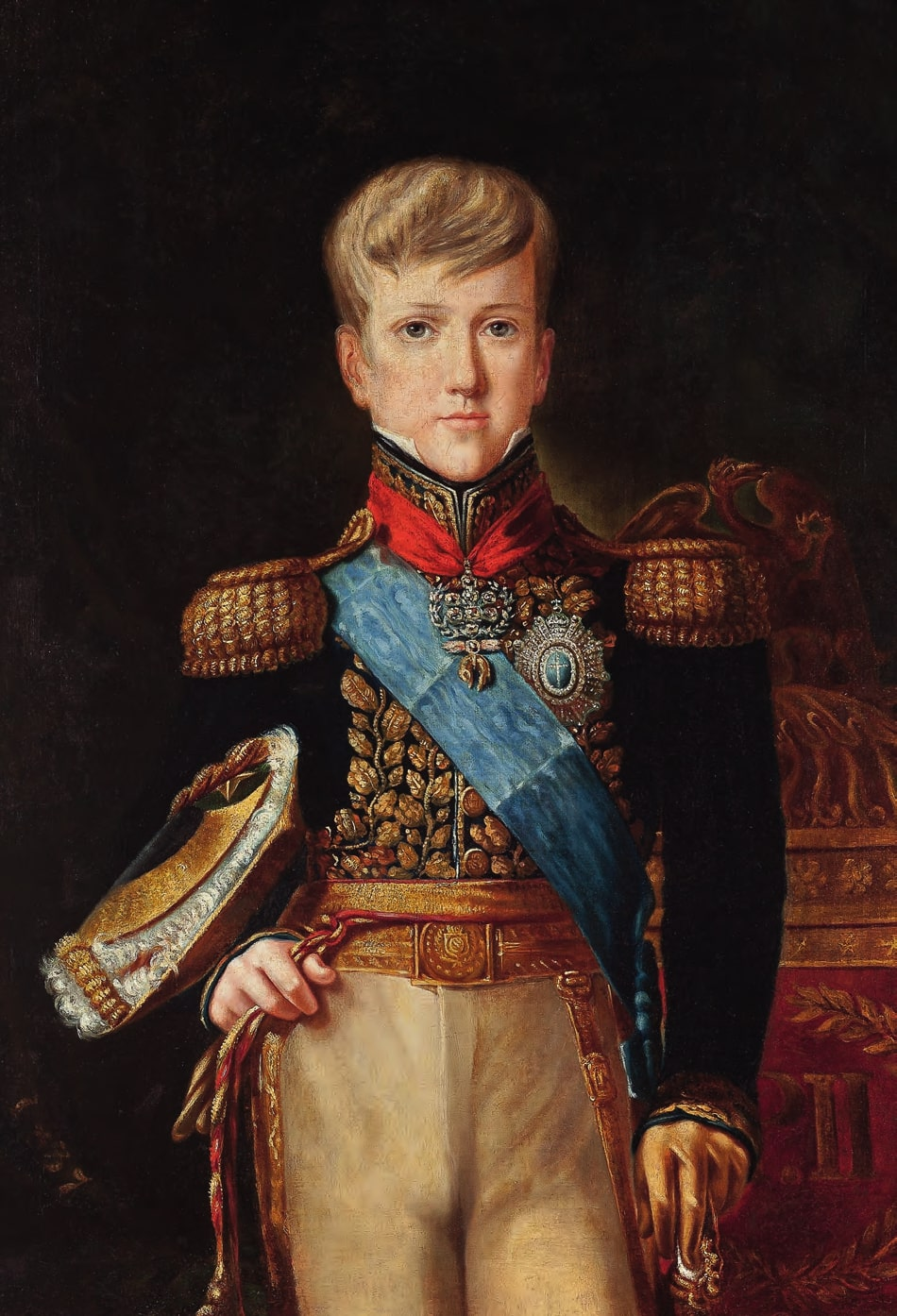
12歳の頃のペドロ2世

1825年12月2日リオデジャネイロ生まれ。1831年ブラジル皇帝ペドロ1世は長女マリア2世にポルトガル王位を継承させるため、嫡男ペドロに譲位し、本国に帰国した。末子であったペドロ2世はこの時わずか5歳であったので、3人の摂政が任命されたがうまく行かず、1834年に1年交替の摂政1人の体制に改められた。1840年に14歳で親政を始め、ブラジル生まれの君主が誕生することとなった。1843年、両シチリア王国の王女テレサと結婚、皇女イザベルらを儲けた。
ペドロ2世は学問や芸術を愛好するリベラルな君主で、フリーメイソンの会員でもあり、憲法で国教と定められたカトリック教会を抑圧、新大陸で不可欠とされた黒人奴隷制の廃止にも尽力した。しかし、この政策は王政の支柱たる教会と地主層の離反を招くことになる。リオデジャネイロの裏山がコーヒー栽培で荒れ果て町に水がなくなったときに、コーヒー農園を奥地に再配耕し裏山の再植林を命じた。再植林事業は成功し、現在その地はチジューカ国立公園（Parque Nacional de Tijuca）となり、世界最大の都市森林と呼ばれている。ブラジル最初の鉄道の施設を命じた。ブラジルで最初に電話とタイプライターを使用した。また、20万のブラジル兵を動員した三国同盟戦争（1865年 - 1870年）ではパラグアイの首都アスンシオンを陥落させている。1876年には訪米したこともある。
しかし糖尿病に冒されたペドロ2世は次第に統治能力を失った。外遊中に、国民に不人気であったが摂政を務めていた長女イザベルが、奴隷解放令に署名したために地主の支持を完全に失い、戦争で力をつけた軍部のクーデターにより、1889年にペドロ2世は廃位された。

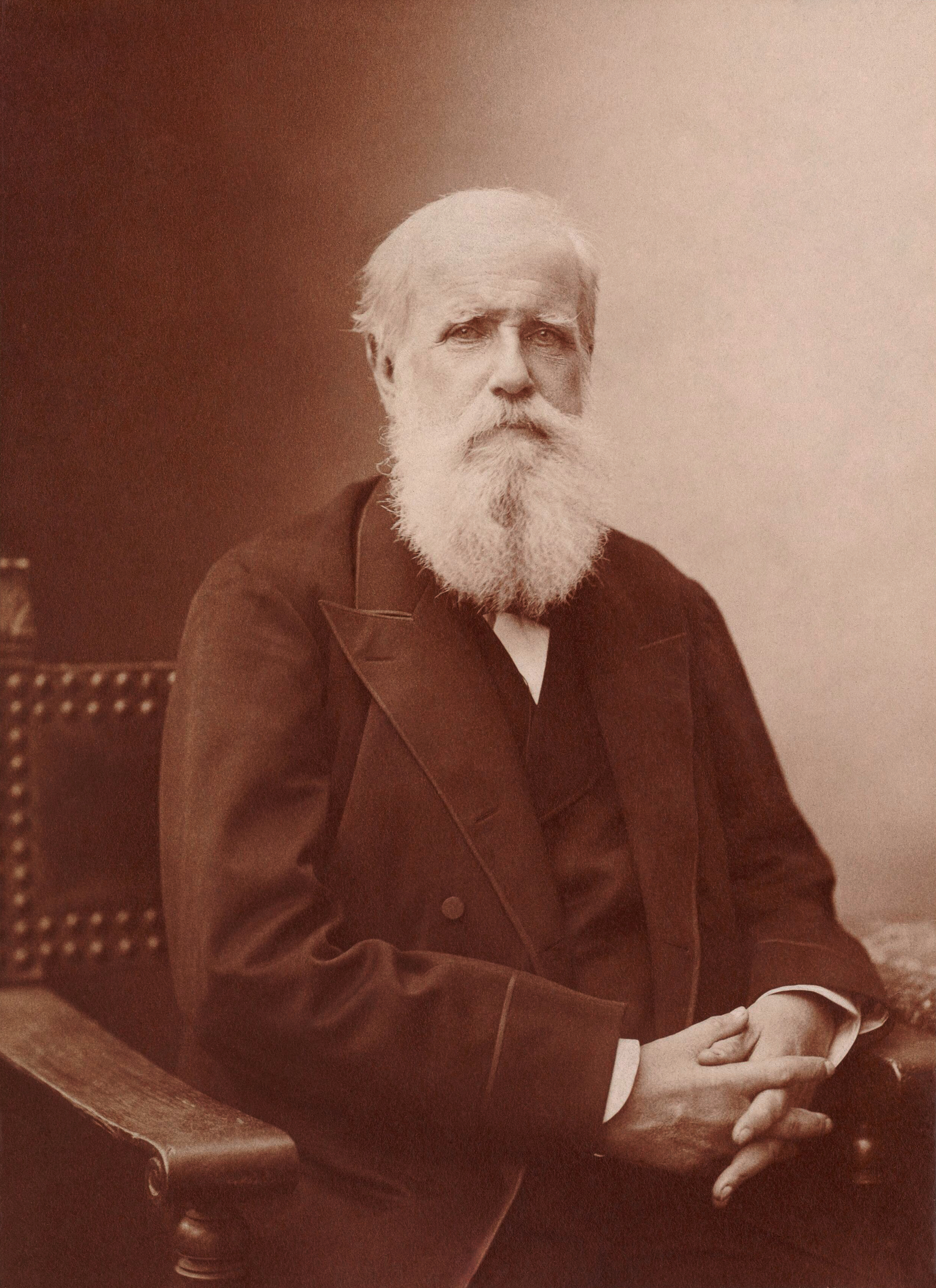
晩年のペドロ2世（1891年）

最初、ポルトガルに亡命するも邪険にされ、1891年12月5日、亡命先のパリで亡くなっている。
ペドロ2世はブラジルの近代化に尽力したが、それがもとで有力者の支持を失い抵抗にあうという場面がしばしばあった。しかし、帝政廃止以降はブラジル国民から尊敬されており、ブラジル史上最高の政治家とも呼ばれる。1921年、独立100周年を迎え、ブラジル政府は元皇族とペドロ2世の遺体の帰還を許した。ペドロ2世が居住したリオ市内の旧皇居は、現在はブラジル国立博物館（一般の博物館）となっている。また、ペトロポリスの夏宮殿は帝国博物館(en)となり、当時皇帝およびその家族が使用した物が展示されている。
1970年より発行されていた旧10クルゼイロ紙幣に肖像が使用されていた。

## 子供
皇后テレサ・クリスティナ・デ・ボルボン＝シシリアスとの間には2男2女が生まれた。
- アフォンソ（1845–1847）
- イザベル（1846–1921）
- レオポルディナ（1847–1871）
- ペドロ（1848–1850）

男子はいずれも夭逝したため、長女イザベルが家長および名目上の皇帝位を継承した。